# Castillo de Fuste
El castillo de Fuste, torre de San Buenaventura o Caleta de Fuste es una torre defensiva situada en la localidad de Caleta de Fuste, en el municipio de Antigua en la isla de Fuerteventura (provincia de Las Palmas, Canarias, España). Es Bien de Interés Cultural desde 1949.

## Historia
Hasta principios del siglo XVIII no existía fortificación alguna en la costa de Fuerteventura, que sufría constantes incursiones de piratas berberiscos, ingleses y franceses. Es por esto que el comandante general de Canarias, Andrés Bonito y Pignatelli, solicita que se envíe a la isla al ingeniero militar D. Claudio d L´Isle, que construyó la torre del Tostón y el castillo de San Buenaventura.
La función principal era la defensa de la bahía de Caleta de Fuste, uno de los tres puertos principales de la isla. En sus primeros años de funcionamiento experimentó una ampliación de sus muros, desde los 3 metros que tuvo inicialmente hasta los casi 6 metros de grosor actuales, supuestamente tras sufrir desperfectos por bala de cañón en un ataque pirata.
En el siglo XIX pasó a manos privadas, probablemente por su pérdida de utilidad militar. En los años 1980 se construyó un complejo turístico cuyas piscinas circundan el edificio en la actualidad. En 2013 fue restaurado por el Cabildo Insular y el ayuntamiento de Antigua, estando previsto que sea abierto al público en un futuro cercano.

## Descripción
Es de planta circular y posee dos alturas, con una bóveda sostenida por un grueso pilar en el centro. Tenía dos cañones de hierro, de pequeño calibre, y contaba con dotación militar. A su interior se accede a través una escalera de cantería sobre la que se apoya un puente levadizo con cadenas de hierro.
Se considera «gemelo» de la Torre de San Andrés en Tenerife; de los torreones de Gando y San Pedro, en Gran Canaria; del Castillo de El Cotillo, en Fuerteventura; y de la Torre del Águila, en Lanzarote.